# Philippe Bertrand (dessinateur)
Pour les articles homonymes, voir Philippe Bertrand et Bertrand.
Philippe Bertrand, né le 21 avril 1949 à Saint-Jean-de-la-Ruelle (Loiret) et mort le 16 mai 2010 à Paris, est un dessinateur et écrivain français.

## Biographie
Après avoir suivi des études de lettres, Philippe Bertrand travaille pour diverses revues : Politique hebdo, Hara-Kiri, Charlie Mensuel, L'Idiot international, Partisans, Zinc, Pilote.
Il mène plusieurs carrières parallèles : auteur-dessinateur de bande dessinée, comme avec la série érotique Linda aime l'art qu'il crée en 1983 dans Pilote, écrivain et dessinateur pour enfants, illustrateur, avec des auteurs comme Tonino Benacquista et Frédéric Beigbeder, et auteur de contes érotiques.
Philippe Bertrand crée aussi Les Bugmonsters, jeu d'aventures en réseau pour enfants de huit à douze ans (sur CD-Rom) publié en 2001, il réalise des décors de théâtre et dessine pour le quotidien Le Monde.
Il illustre de nombreux albums jeunesse, dont plus d'une quinzaine sur des textes d'Élisabeth Brami, dont les plus connus sont Les Petits Riens ou Les Petits Délices.
En février 2010 sort sa dernière œuvre, Le Montespan, adaptation en bande dessinée du livre de Jean Teulé sur le marquis de Montespan.
Philippe Bertrand meurt le 16 mai 2010 d'un cancer foudroyant.

## Quelques œuvres
- 1975 : Fume, c'est du Bertrand.
- 1978 : Tout doit disparaître, avec Pierre Guitton, chez Balland.
- 1981 : À cet instant, aux antipodes.
- 1985 à 1992 : Linda aime l'art, Dargaud et Les Humanoïdes associés.
- Petits bobos, petits bonheurs (série), avec Élisabeth Brami, Le Seuil.
- Class-Mat (série), Actes Sud.
- Rester normal, avec Frédéric Beigbeder, Dargaud[4].
- À Saint-Tropez, avec Frédéric Beigbeder, Dargaud.
- L’Amour cash, avec Tonino Benacquista, Dargaud, coll. « Long Courrier ».
- Le Montespan, d'après Jean Teulé, Delcourt.
- Oh, les belles lettres !, texte de Jo Hoestlandt, ill. par Philippe Bertrand, Actes Sud junior, 2000
- Joyeux Noël, les monstres !, texte de Jo Hoestlandt, ill. par Philippe Bertrand, Actes Sud junior, 2001
- 18 meurtres porno dans un supermarché, suivi de La Baronne n’aime pas que ça refroidisse, 2012, La Musardine.